# 4つの最後の歌 (リヒャルト・シュトラウス)
『4つの最後の歌』（よっつのさいごのうた、ドイツ語: Vier letzte Lieder）は、リヒャルト・シュトラウスが最晩年に作曲した管弦楽伴奏歌曲集。ソプラノのための作品で、作曲者84歳の1948年に作曲された。
初演は作曲者の死後、1950年5月22日にロンドンにおいて行われ、ヴィルヘルム・フルトヴェングラー指揮フィルハーモニア管弦楽団の伴奏により、キルステン・フラグスタートによって初演された（世界初演時のライヴ録音が残っている。最終ドレスリハーサルの録音であるという説もある）。初演時は「眠りにつくとき」「九月」「春」「夕映えの中で」の順番であったが、同年に出版された際に、現在の順序に改められた。演奏時間は4曲合わせると約22分になる。

## 収録曲
出版譜では以下の曲順に配列されており、第3曲までがヘッセの、第4曲がアイヒェンドルフの詩に曲付けされている。作曲年代はすべて1948年であるので、ここでは日付のみを括弧内に記す。
1. 「春」 Frühling （7月20日）
2. 「九月」 September （9月20日）
3. 「眠りにつくとき」 Beim Schlafengehen （8月4日）
4. 「夕映えの中で」 Im Abendrot （5月6日）

「夕映えの中で」の終結部において、自作の交響詩「死と変容」の一節が引用されている。

## 作曲の経緯
シュトラウスはまずヨーゼフ・フォン・アイヒェンドルフの詩「夕映えの中で」に出会い、この詩に特別な意味を感じて1948年5月に曲付けした。そしてヘルマン・ヘッセのすべての詩集を入手して、そのうち3つの詩（「春」、「九月」、「眠りにつくとき」）によるソプラノ用の管弦楽伴奏歌曲をまとめた。デニス・アーノルドによると、第5曲は作曲者の死により未完に終わっているという。
シュトラウスがこれら4曲をもって完成した曲集として構想したという証しはない。1954年出版の『グローヴ音楽事典』では、「3つのヘッセ歌曲」は、それより早いアイヒェンドルフ歌曲とは別個に、一まとまりとして扱われていた。作曲者の死後にこれら4曲を「四つの最後の歌」と総称したのは誰か、また曲順を今のように並べたのは誰なのかは不明である。ともあれしばらくの間、文字通りに「作曲家の最後の歌」だとみなされていたが、1983年になって「あおい」（Malven）という歌曲（1948年11月作曲）が発見された。献呈先であるソプラノ歌手のマリア・イェリッツァがこれを生前に封印していたため、この歌は彼女の遺品として公開された。
4つの歌曲はいずれも死を詠っており、しかも作曲者の迫り来る死の直前に完成されている。それでもこれらは、ロマン主義に典型的な反抗的態度の代わりに、静寂感や肯定感、終わりという感覚に満たされている。

## 楽器編成
| 木管   | 木管   | 金管               | 金管               | 打                 | 打                 | 弦                 | 弦                 |
| ------ | ------ | ------------------ | ------------------ | ------------------ | ------------------ | ------------------ | ------------------ |
| Fl.    | 4      | Hr.                | 4                  | Timp.              | ●                  | Vn.1               | ●（14型）          |
| Ob.    | 3      | Trp.               | 3                  | 他                 |                    | Vn.2               | ●                  |
| Cl.    | 3      | Trb.               | 3                  | 他                 | Va.                | ●                  |                    |
| Fg.    | 3      | Tub.               | 1                  | 他                 | Vc.                | ●                  |                    |
| 他     |        | 他                 |                    | 他                 | Cb.                | ●                  |                    |
| その他 | その他 | ハープ、チェレスタ | ハープ、チェレスタ | ハープ、チェレスタ | ハープ、チェレスタ | ハープ、チェレスタ | ハープ、チェレスタ |

## 歌詞

### 春 （ヘルマン・ヘッセ）
In dämmrigen Grüften

träumte ich lang

von deinen Bäumen und blauen Lüften,

Von deinem Duft und Vogelsang.

Nun liegst du erschlossen

In Gleiß und Zier

Von Licht übergossen

Wie ein Wunder vor mir.

Du kennest mich wieder,

du lockest mich zart,

es zittert durch all meine Glieder

deine selige Gegenwart!
うす暗い谷で

私は永く夢見ていた

あなたの木々と青い空を

あなたの匂いと鳥の歌を

今、あなたは私の前に

輝き、華やかな装いで

光を体に浴びながら

奇跡のように立っている

あなたはもう一度私を見つけ

優しく私を抱く

私の四肢が震える

あなたの素晴らしい存在に！

### 九月 （ヘルマン・ヘッセ）
Der Garten trauert,

kühl sinkt in die Blumen der Regen.

Der Sommer schauert

still seinem Ende entgegen.

Golden tropft Blatt um Blatt

nieder vom hohen Akazienbaum.

Sommer lächelt erstaunt und matt

In den sterbenden Gartentraum.

Lange noch bei den Rosen

bleibt er stehn, sehnt sich nach Ruh.

Langsam tut er

die müdgeword' nen Augen zu.
庭は喪に服し

雨が花々に冷たくしみ込む

夏は震える

静かにその終わりを待ちながら

金色の葉が次々と

高いアカシアの木から落ちる

夏は慌てて物憂げに微笑む

絶えてゆく庭の夢に

長い間薔薇の傍らに

夏はたたずみ、休息を望む

そしてゆっくりと

疲れきった目を閉じる

### 眠りにつくとき （ヘルマン・ヘッセ）
Nun der Tag mich müd' gemacht,

soll mein sehnliches Verlangen

freundlich die gestirnte Nacht

wie ein müdes Kind empfangen.

Hände, laßt von allem Tun,

Stirn, vergiß du alles Denken,

alle meine Sinne nun

Wollen sich in Schlummer senken.

Und die Seele unbewacht,

Will in freien Flügen schweben,

Um im Zauberkreis der Nacht

tief und tausendfach zu leben.
今は一日に疲れてしまった

私の熱い望みもすべて

喜んで星夜に屈しよう

疲れた子供のように

手よ、すべてをそのままにせよ

額よ、すべての想いを忘れよ

私のすべての感覚が今は

眠りに沈むことを望んでいる

そして、解き放たれた魂は

自由に飛び回りたがっている

夜の魔法の世界の中へ

深くそして千倍生きるために

### 夕映えの中で （ヨーゼフ・フォン・アイヒェンドルフ）
Wir sind durch Not und Freude

Gegangen Hand in Hand,

Vom Wandern ruhn wir beide

Nun überm stillen Land.

Rings sich die Täler neigen,

Es dunkelt schon die Luft,

Zwei Lerchen nur noch steigen

Nachträumend in den Duft.

Tritt her, und laß sie schwirren,

Bald ist es Schlafenszeit,

Daß wir uns nicht verirren

In dieser Einsamkeit.

O weiter, stiller Friede!

So tief im Abendrot

Wie sind wir wandermüde -

Ist das etwa der Tod?
私たちは苦しみと喜びとのなかを

手に手を携えて歩んできた

いまさすらいをやめて

静かな土地に憩う

まわりには谷が迫り

もう空はたそがれている

ただ二羽のひばりが霞の中へと

なお夢見ながらのぼってゆく

こちらへおいで　ひばりたちは歌わせておこう

間もなく眠りのときが来る

この孤独の中で

私たちがはぐれてしまうことがないように

おお　はるかな　静かな平和よ！

こんなにも深く夕映えに包まれて

私たちはさすらいに疲れた

これが死というものなのだろうか？